# Valérie Lescrenier
Valérie Marie Lucia Ghislaine Lescrenier (Libramont-Chevigny, 16 augustus 1979) is een Belgisch politica voor Les Engagés.

## Biografie
Lescrenier behaalde het diploma van licentiaat in de economische wetenschappen aan de UCL.
Van 2002 tot 2006 werkte ze als attaché op het kabinet van Jean-Luc Henry, toenmalig gedeputeerde voor Toerisme van de provincie Luxemburg. In 2006 ging ze aan de slag op het kabinet van de Luxemburgse gedeputeerde René Collin, als adjunct-kabinetschef belast met toerisme. Toen Collin in 2014 Waals minister werd, werd Lescrenier tot 2018 diens adjunct-kabinetschef. Vervolgens was ze van 2018 tot 2024 directrice van de toeristische federatie van de provincie Luxemburg.
In oktober 2012 werd Lescrenier voor het toenmalige cdH verkozen in de gemeenteraad van Marche-en-Famenne. Sinds september 2017 is ze er schepen van Burgerlijke Stand en Bevolking. Na de gemeenteraadsverkiezingen van oktober 2018 werd ze tevens bevoegd voor Ecologische Transitie.
Bij de verkiezingen van 9 juni 2024 werd Lescrenier vanop de tweede plaats van de Luxemburgse lijst van Les Engagés verkozen in de Kamer van volksvertegenwoordigers.
Op 15 juli 2024 werd Lescrenier minister van Toerisme, Erfgoed en Infrastructuur van de Kinderopvang in de Waalse regering. Een dag later werd ze eveneens minister van Kinderdagverblijf, Jeugd en Jeugdhulp in de Franse Gemeenschapsregering.